# Steward
Steward – wieś w Stanach Zjednoczonych, w stanie Illinois, w hrabstwie Lee.